# Знаменский собор (Москва)
Знаменский собор — православный храм в Китай-городе в Москве, бывший собор Знаменского монастыря. Относится к Иверскому благочинию Московской епархии Русской православной церкви.
Построен в 1679—1684 годах архитекторами Ф. Григорьевым и Г. Анисимовым в старых русских традициях. В советское время храм закрыли и использовали не по назначению. В 1963—1972 годах была проведена серьёзная реставрация, во многом вернувшая Знаменскому собору его первоначальный облик. В 1992 году он был передан Церкви и является главным храмом Патриаршего подворья в Зарядье.

## История
Знаменский монастырь был основан в 1631 году на месте усадьбы Романовых. В 1668 году произошёл пожар, в котором монастырские церкви сгорели. Монахи обратились за помощью к царю.
Боярин Иван Михайлович Милославский оплатил строительство нового собора, а царь выделил деньги на покрытие. Новый собор начали строить в 1679 году на месте церкви Афанасия Афонского. Во время пожара она пострадала не сильно, но в 1679 году была разобрана для постройки нового монастырского собора.
В 1683 году Милославский умер, не закончив строительство собора, и по указу царя финансирование взял на себя Владимир Одоевский. Строительство было закончено в 1684 году, но собор выглядел незавершённым. Стены были оставлены без покраски, интерьеры не имели росписей.
Был освящён в 1684 году патриархом Иоакимом.
Верхний холодный храм был освящён в честь иконы «Знамение». Нижний тёплый храм был изначально освящён во имя Афанасия Афонского (позднее нижний храм освятили заново во имя Сергия Радонежского, а его придел — в честь Николая Чудотворца).
В конце XVIII века начинается новый период расцвета монастыря. Собор был расписан, его стены украсила лепнина.

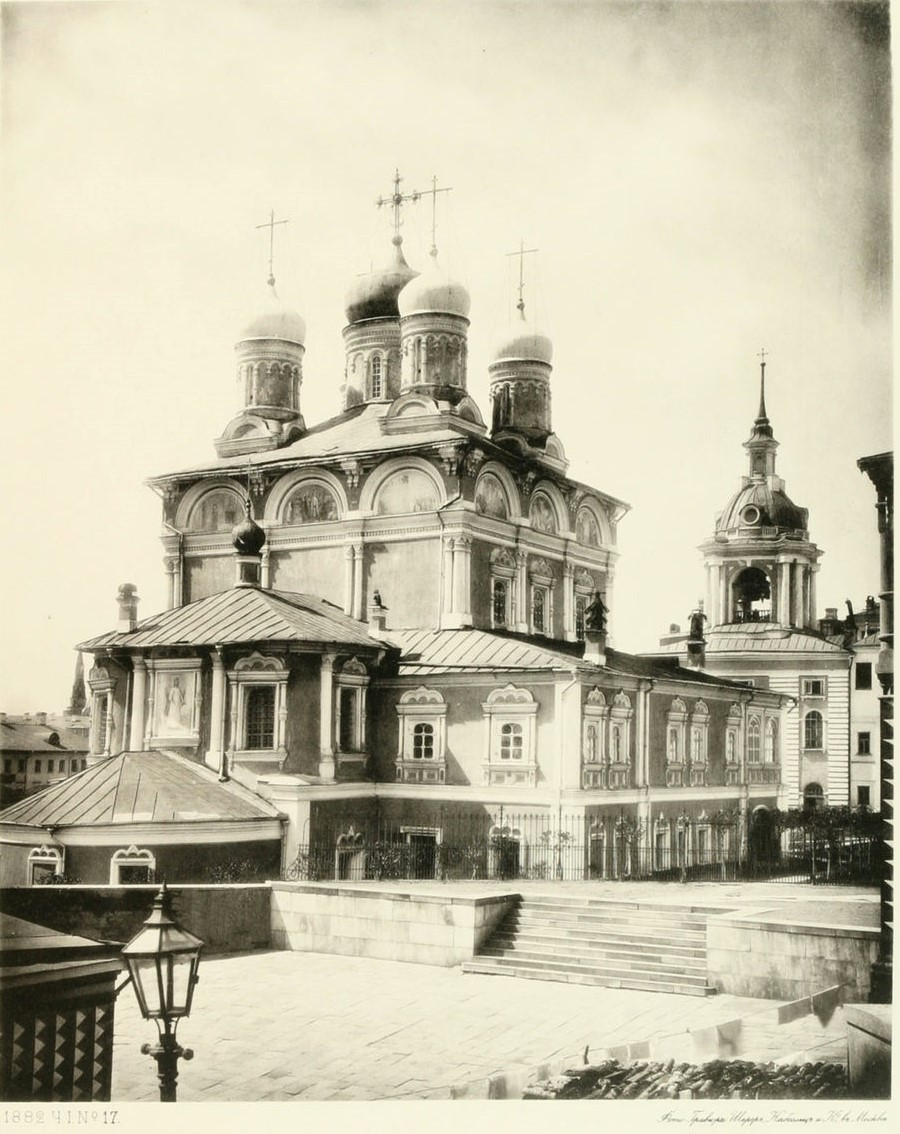
Знаменский собор в 1882 г.

Во время Отечественной войны 1812 года Наполеоновские солдаты разграбили монастырь. Однако здание собора тогда не пострадало. В нижнем храме во время оккупации даже было разрешено проводить богослужения.
К 300-летию дома Романовых собор был отреставрирован. В 1910 году в верхнем храме был устроен придел во имя преподобного Михаила Малеина.
После 1923 года монастырь был закрыт. Его здания и собор были приспособлены под жильё. К началу 1960-х годов здание подворья и конюшни были снесены, а оставшиеся постройки находились в аварийном состоянии. Но в связи со строительством в Зарядье гостиницы «Россия» в 1963—1972 годах были проведены работы по реставрации собора. Затем здание собора передали Дому пропаганды Всероссийского общества охраны памятников истории и культуры. Там разместились лекционные и концертный залы. В 1980-х годах была проведена ещё одна реставрация.
С 1992 года в Знаменском соборе возобновлены богослужения. В 2015 году была построена крыша над лестницей в верхнюю церковь. Планируется воссоздание старой монастырской колокольни, стоявшей с юго-западной стороны собора и разобранной в 1782 году в связи с ветхостью. В 2016 году проводится реставрация собора, он был покрашен в красный цвет с белыми деталями.

## Архитектура
Монастырский собор построен архитекторами Фёдором Григорьевым и Григорием Анисимовым в ретроспективном для того времени стиле, когда предпочтение отдавалось стилям, в которых присутствуют детали из архитектуры Западной Европы (московское барокко). Пятиглавый храм был построен в старых русских традициях по подобию Успенского собора и имеет два яруса. Собор с момента постройки являлся самым большим зданием в Зарядье и во многом сохраняет своё доминирующее положение и сейчас (в конце XIX века собор заслонили построенные на территории монастыря торговые и доходные дома, которые были снесены в 1930-х годах, а в 1960-х годах гостиница «Россия» закрыла вид с набережной, но в 2000-х годах и она была снесена).
Собор внешне имеет форму корабля, в передней (восточной) части которого находятся верхний и нижний алтари, а в задней (западной) — паперть с лестницей. В центре расположен повышенный квадратный объём, завершающийся сводом и пятью главами, четыре из которых расположены на углах, а пятая — в центре.
В конце XVIII века интерьер верхней церкви был отделан по-новому. На своде появились перспективно уменьшающиеся кессоны с лепными розетками, стены с каннелированными пилястрами, украшенными лепными овальными картушами с росписью.
С юго-запада к основному объёму собора была пристроена шатровая колокольня, снесённая в 1782 году. Ныне планируется её восстановление в рамках проекта парка «Зарядье».
С северо-запада в верхнюю церковь ведёт лестница. Первоначально лестница была там же, где и сейчас (восстановлена при реставрации 1963—1972 годов). После сноса колокольни эта лестница была разобрана и построена новая по центру западного фасада. Также на паперть вела лестница с северной стороны — в 1751 году она была заменена крытым переходом на столбах из покоев настоятеля, а в 1785 году и этот переход был разобран.
В 2015 году лестница в верхнюю церковь была накрыта. Реставрация шла в течение 2016 года. Каменные столбы декорированы в стиле собора, но покрытие сделано из современных материалов. Эта пристройка была покрашена в белый цвет, а сейчас она, как и весь собор, красного цвета с белыми деталями.

Фотографии
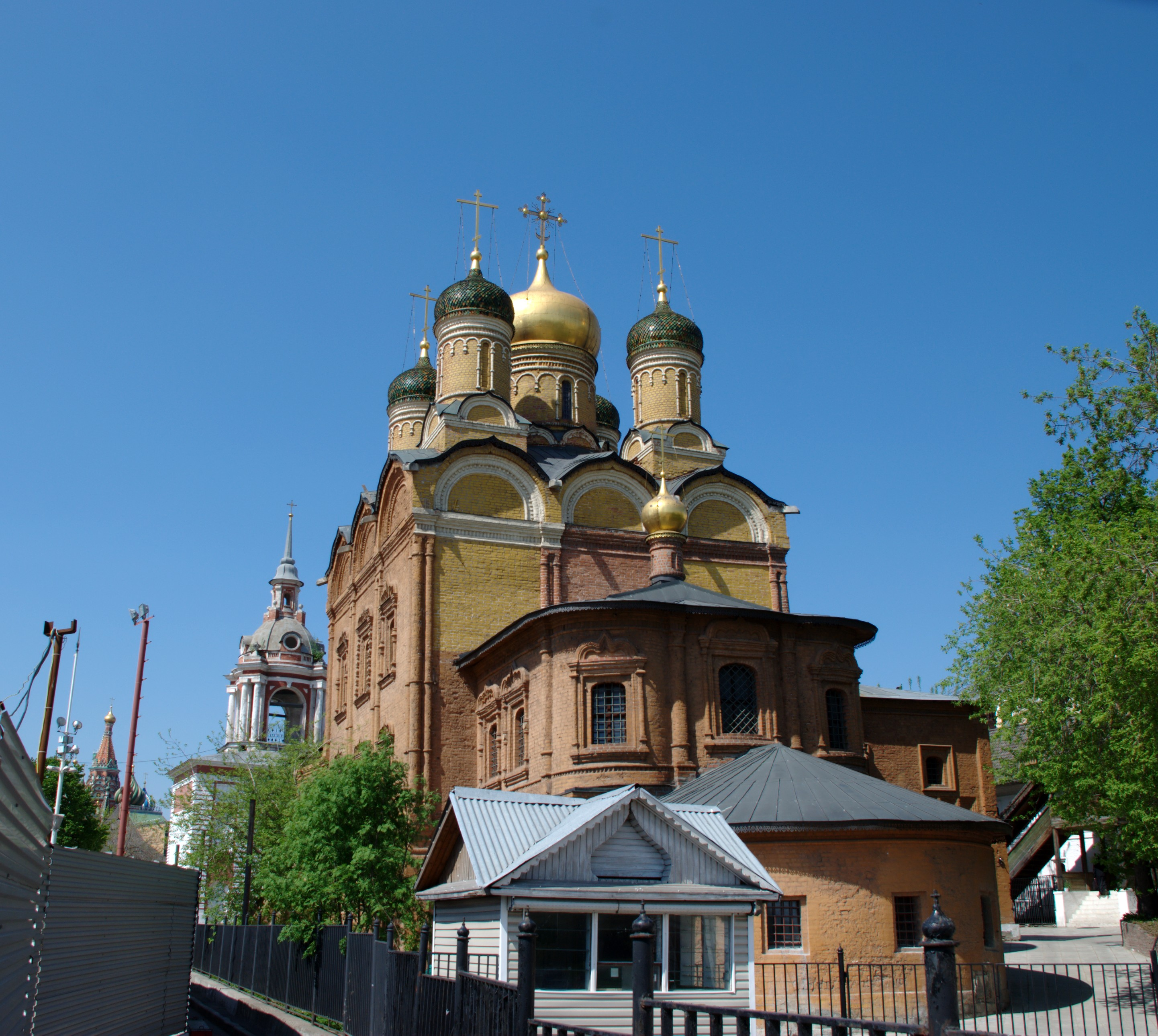
Восточная сторона собора в 2009 г.
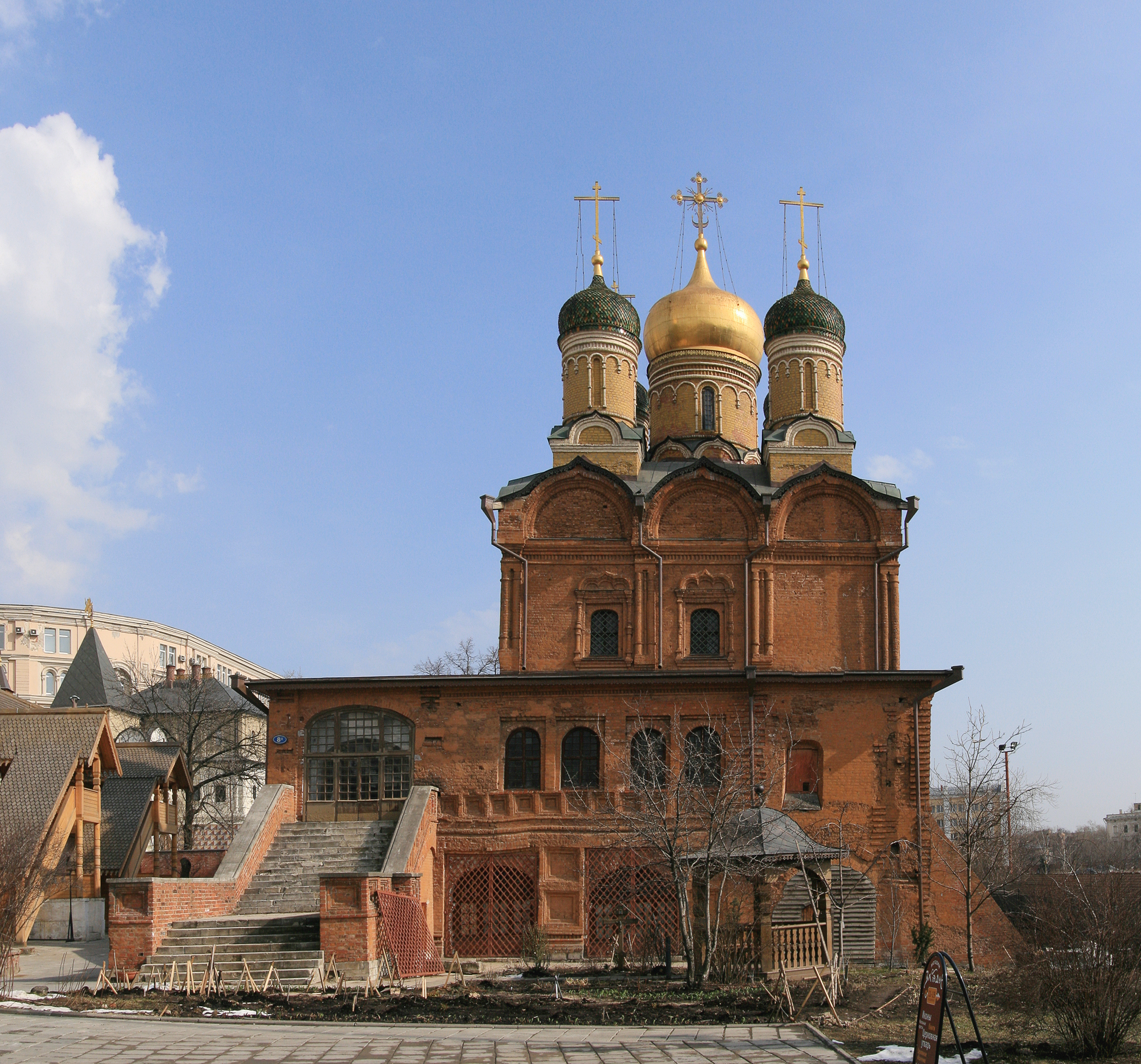
Западная сторона собора в 2014 г.
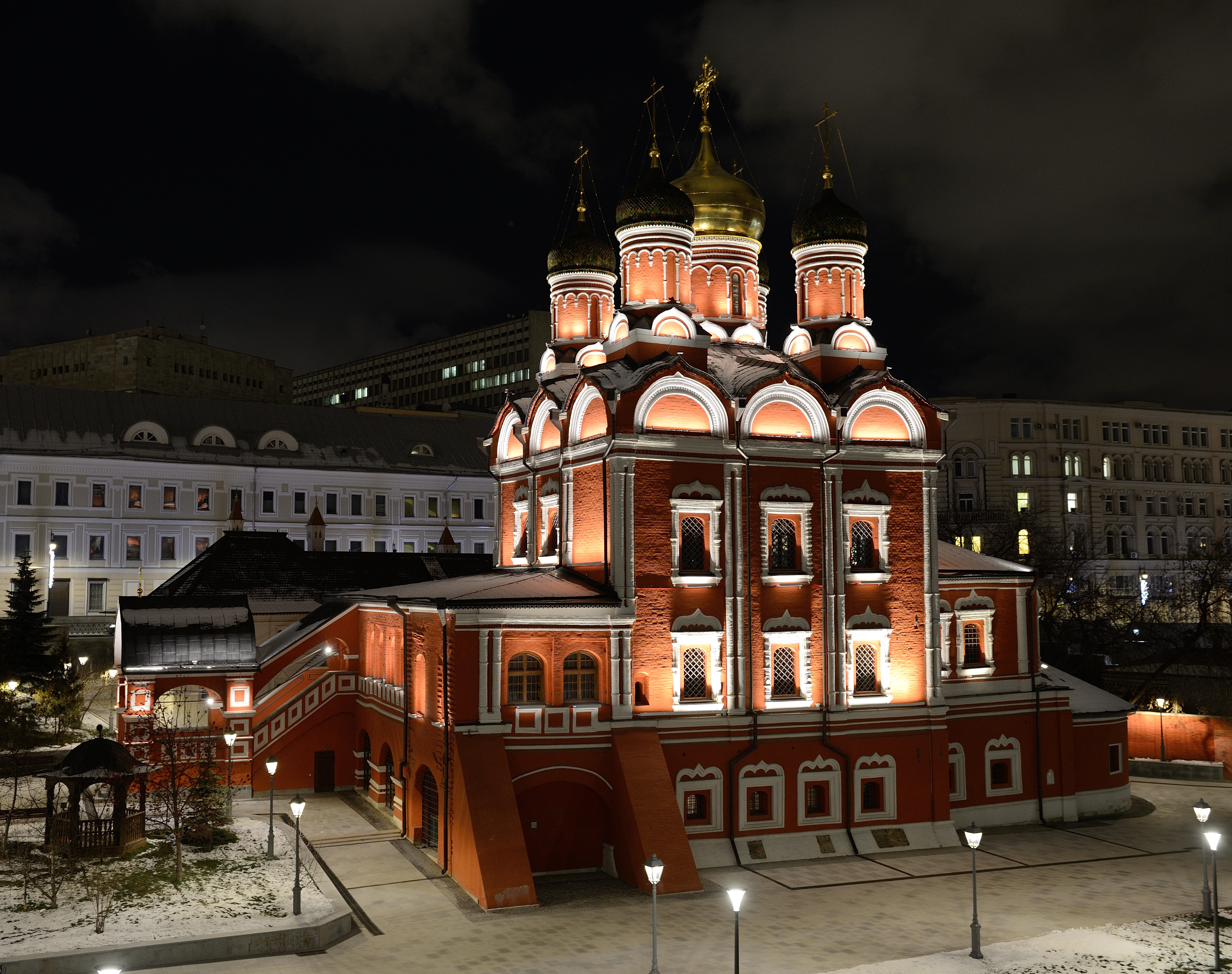
Знаменский собор вечером, декабрь 2017